# Racing for Holland

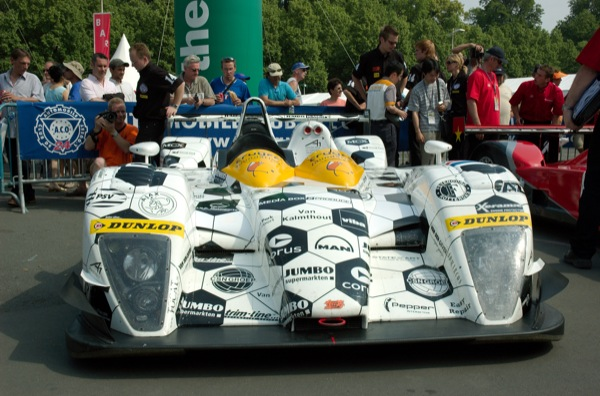
De Racing for Holland Dome-Judd uit 2005

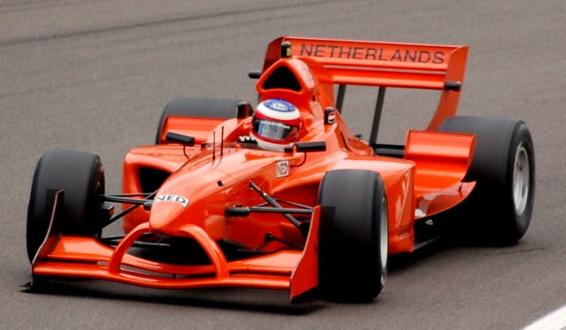
Jeroen Bleekemolen in de A1 GP wagen van team Nederland (2006)

Racing for Holland is een race team opgericht door Jan Lammers. Racing for Holland doet onder andere mee aan de 24 uur van Le Mans. In 2007 zijn de coureurs die deelnemen aan Le Mans voor Racing for Holland: Jan Lammers, David Hart en Jeroen Bleekemolen.
Racing for Holland was ook uitbater van het A1 Team The Netherlands. In deze serie reden Jeroen Bleekemolen en Arie Luyendyk jr. voor het team.

## Geschiedenis

### 2001
Racing for Holland is opgericht in 2001. Ze rijden dat jaar voor het eerst met het team in de 24 uur van Le Mans. De auto is een in Japan ontworpen Dome S101. Teamgenoten van Jan Lammers waren de Formule 3 coureurs Val Hillebrand en Donny Crevels. Het team trekt zich voor de eerste FIA race terug omdat in Barcelona de benzine lekt. Het echte debuut van het team is op de 1000km van Monza en haalt gelijk een derde plaats. Tijdens een test voor de 24 uur van Le Mans blijkt dat de Dome net zo snel is als de auto's van fabrieksteams Audi en Bentley. Ze startten de race op een vierde plek tussen de Audi's maar vielen in de nacht uit met een kapotte dynamo. In dat seizoen haalden ze op het circuit van Brno een vijfde plaats en in Magny-Cours een zesde. Ze stapten na die race over op Goodyear banden. De twee races daarna domineerde het team met de pole position en de winst. Ze werden derde in het kampioenschap.

### 2002
Het seizoen begint in het Portugese Estoril waar Racing for Holland een derde plaats haalde. In Barcelona verspeelde Val Hillebrand de overwinning door van de baan te spinnen. Ze hadden een nieuwe Dome S101 ontwikkeld maar die reed nog niet in Brno waar ze derde werden. In Le Mans startten ze vanaf een vijfde plek. Omdat ze verschillende keren de versnellingsbak moesten vervangen eindigden ze als achtste. Omdat de laatste race op Spa-Francorchamps voortijdig werd afgebroken door hevige regen behaalde de op pole gestarte Jan Lammers een tweede plek. Ze winnen het kampioenschap.

### 2003
In 2003 hebben ze hun team uitgebreid naar twee auto's. Op Estoril bleek dat het team goede kans maakten om hun titel te behouden maar door diverse safety car situaties werden ze slechts derde. Tijdens de test op Le Mans was duidelijk dat het team beide auto's in de top 10 kon zetten met Jan Lammers, John Bosch en Andy Wallace op de zesde plaats en Beppe Gabbiani, Felipe Ortiz en Gommendy op de achtste plaats. Lammers won de race maar Gabbiani crashte en viel uit. Op de Lausitzring pakten Lammers en Bosch de overwinning voor Gabbiani en Ortiz. Op Monza vielen beide auto's met technische problemen uit. Op de Oberschleben kwam Lammers als derde over de finish maar Gabbiani moest opgeven met een remprobleem. Op het circuit op Spa pakte Lammers de overwinning en werd het kampioenschap beslist. Tijdens de laatste race verscheen alleen Gabbiani aan de start en werd uiteindelijk tweede in het kampioenschap. 

### 2004
In 2004 komt Racing for Holland alleen in actie tijdens de 24 uur van Le Mans met de twee Domes. Lammers rijdt samen met de Amerikaan Chris Dyson en de Japanner Katsutomo Kaneishi in de eerste auto en in de tweede auto rijden Tom Coronel, Justin Wilson en Ralf Firman. In de kwalificatie laat het trio van Coronel zien dat het in de top 10 kan maar met nog minder dan 1 uur te gaan vallen ze in de race uit. Het trio van Lammers wordt zevende. 

### 2005
In 2005 neemt Jan Lammers voor de 19de keer deel aan de 24 uur van Le Mans, dit keer samen met Elton Julian en John Bosch. Door reglements wijzigingen krijgt Racing for Holland te maken met beperkingen wat betreft gewicht en vermogen. Toch weten ze een elfde plek neer te zetten in de kwalificatie. De 73e Le Mans wordt een slijtageslag, een kapotte band slaat een radiator stuk. Als die gerepareerd is komen ze op een 35e plek terecht, John Bosch weet de auto toch nog naar plaats zeven te rijden.